# 전쟁의 선언 (영화)
전쟁의 선언(La guerre est declaree, Declaration of War)은 프랑스에서 제작된 발레리 돈젤리 감독의 2011년 드라마, 멜로/로맨스 영화이다. 발레리 돈젤리 등이 주연으로 출연하였다.

## 출연

### 주연
- 발레리 돈젤리
- 제레미 엘카임

### 조연
- 브리짓 시
- 엘리나 로웬슨
- 미셸 모레티
- 필립 로덴바흐
- 바스티앙 부이용
- 앤 르 니
- 프레드릭 피에롯

## 제작진
- 프로듀서: 에도우아드 웨일
- 음향: 로렌트 가비엇
- 음향: 세바스챤 사빈
- 음향: 안드레 리가우트
- 미술: 게일 우산디바라스
- 의상: 엘리자베스 메후